# 阿Q
阿Q是魯迅小說《阿Q正传》裡的主角，未莊人（未莊是故事裡虛構的一個村莊），本名阿Quei，自稱姓趙，但是在故事說描寫他不清楚自己名字的Quei是哪個字（在故事裡，Quei的音可能是指「桂」或「貴」字），沒有自己的農地，就連住也都是住在廟裡，他個性好賭、未受過任何教育、有時還喜好捉弄人、同時他也懼怕權威，但是工作還算勤快；他本來靠打零工為生，但是後來因為一次在趙家發生的事故而失去了打零工的機會，後來因此開始偷竊，在故事的最後被槍決。
魯迅希望藉由阿Q這人物企圖反映出當時許多中國人在性格上面的諸多問題，諸如在精神上自大自滿、思想封建落後等。「阿Q」這個詞被用來形容一種自以為是、而在事實上能力比不過別人、或面對苦難、屈辱時的精神狀態，因為阿Q使用的是「精神勝利法」的慣性思維邏輯以自我安慰，找個自我感覺良好的理由，使自己忽略難堪羞辱的處境；但不思反省、不改善有問題的行為模式，才是他最嚴重的性格缺陷。
以當代角度觀察，他沒有「解決問題的能力」，才終於淪落到失去生命。魯迅同類故事橋段還有《孔乙己》。